# 高砂町停留場
高砂町停留場（たかさごちょうていりゅうじょう）は、愛媛県松山市高砂町3丁目にある伊予鉄道城北線の駅である。駅番号は11。市内電車（松山市内線）の1、2号線が使用する。

## 歴史
- 1927年（昭和2年年）4月3日 - 女学校西停留場として開業[2]。
- 1952年（昭和27年）8月1日 - 高校の合併に伴い、北味酒停留場に改称[2]。
- 1967年（昭和42年）1月1日 - 住居表示の実施に伴い、駅所在地の住所が変更されたため、高砂町停留場に改称[2]。
- 1978年（昭和53年）頃 - ホームの位置を踏切を挟んだ斜め向かいから、現在の位置に変更[2]。

## 構造
相対式ホーム2面1線。

### のりば
| ホーム | 路線   | 行先                          |
| ------ | ------ | ----------------------------- |
| 1      | ■1号線 | 環状 大街道・松山市駅方面     |
| 2      | ■2号線 | 環状 JR松山駅前・松山市駅方面 |

## 周辺
- 松山市立勝山中学校
- 鐘馗寺

## 隣の停留場
伊予鉄道
環状線（■1号線・■2号線）
木屋町停留場 (10) - 高砂町停留場 (11) - 清水町停留場 (12)